# Mark Grin
Dr Mark Grin je izmišljeni lekar iz televizijske serije „Urgentni centar”, a tumačio ga je Entoni Edvards. Većinu vremena u seriji, Grinova uloga je bila uloga posrednika ili ovlašćenog lica i bio je jedan od glavnih likova do osme sezone. Mark ja takođe jedini izvorni lik koji je preminuo, a njegova smrt u predposlednjoj epizodi 8. sezone označava jednu od najvećih prekretnica serije.

## Detinjstvo i mladost
Mark Grin je bio sin jedinac i odgajili su ga majka Rut i otac Dejvid. Dejvid Grin je službovao u Američkoj ratnoj mornarici zbog čega se porodica često selila i živela po celoj zemlji, između ostalog i u Džeksonvilu na Floridi, Norfoku u Virdžiniji, Korpus Kristiju u Teksasu, Vašingtonu, Kings Beju u Džordžiji i na Havajima gde su proveli tri godine pošto je tu Dejvid najduže bio raspoređen. Mark je imao jako zategnut odnos sa ocem i bio je odlučno bio bliži sa majkom. Često je namerno uzrujavao oca i radio sve suprotno od onoga što mu otac kaže. Mark je mislio da je njegovom ocu vojna karijera bitnija od porodice, ali je kasnije otkrio da je Dejvidu ponuđeno mesto admirala što je on odbio da bi se vratio kući i pomogao Marku zbog jednog siledžije. Najzapamćenije vreme njegovog detinjstva je bilo kad je sa porodicom bio na Havajima, a to vreme je kasnije rekonstruisao sa ćerkom Rejčel u poslednjim nedeljama života.
Dok je još bio u srednjoj školi, Mark je upoznao i ubrzo razvio romantičnu vezu sa Dženifer (Džen). Najverovatnije je njihova veza trajala i tokom vremena na fakultetu, a tokom Grinovog pohađanja i Medicinskog fakulteta, on se oženio Dženifer. Ćerka Dženifer je rođena nedugo nakon toga. Dok je pohađao Medicinski fakultet, on je upoznao i budućeg kolegu Pitera Bentona. Onda je završio svoje stažiranje i usavršavanje u Urgentnom centru Opšte bolnice u Čikagu u Ilinoisu i tu je nagrađen mestom Glavnog specijalizanta Urgentnog centra. Dok je tu radio, Mark je razvio blisko prijateljstvo sa pedijatrom dr. Daglasom Rosom, specijalizantkinjom Urgentnog centra dr. Suzan Luis i glavnom sestrom Kerol Hatavej. Iako Mark uživa u radu u Urgentnom centru, mnogi noćni pozivi, duge satnice i još Dženina odluka da završi Pravni fakultet su mu zategli brak.

## O liku
U probnoj epizodi, čija se radnja odvija tokom Dana svetog Patrika 1994. godine, dr. Grin je probuđen u prvom prizoru kako bi pomogao svom dugogodišnjem drugu Dagu, specijalizantu Urgentnog centra koji često dolazi naroljan tokom slobodnih noći. Takođe, njegovo blisko prijatlejstvo sa Suzan je prikazano jer se poveravaju jedno drugom o ličnim životima tokom pauza. Tokom iste epizode, Džen vodi Marka da pogleda ličnu ordinaciju blizu bolnice kako bi razmotrili mogućnost da on napusti svoj posao u Urgentnom centru da bi provodio više vremena sa porodicom. Mark odlučuje da „čisto” zdravstvo nije njegov fah. Kad se vratio u Urgentni centar, Mark je sanirao zanokticu starijoj ženi koja je htela da joj on to kuloni iako bi platila 180 $. Kasnije tokom noći, Mark je morao da potera sve da se vrate na posao kad je Kerol hitno primljena u Urgentni centar nakon potresnog pokušaja samoubistva.
Tokom prve sezone, brak dr. Grina postaje izuzetno klimav. Kad mu je mesto lekara ponudio dr. Dejvid Morgenstern, Mark je to prihvatio iako mu je Džen zvocala. Kao novopridošli član komore, Džen je dobila mesto sudije u Milvokiju i postala je premorena zbog putovanja i odvojenog života jer se prilagođavala Markovom životu. Ona je započela preljubu sa kolegom i brak se ubrzo završio, a Džen i Rejčel su otišle iz Čikaga prvo u Milvoki pa u Sent Luisu.
U epizodi „Izgubljen ljubavni napor”, Mark donosi pogrešnu odluku tokom lečenja trudnice zbog čega ona umire na porođaju što je izazvalo dugtrajne posledice tokom druge sezone.
U Novogodišnjoj epizodi „Čudo se dešava odve”, Mark je objasnio da je sin pobožnog Jevreja i posrnulog katolika. On je ugasio Hanuka svećice za žrtve holokausta. Mark malo razume jevrejski.
Markova karijera postaje teža jer mora da donese odluku zbog koje se s' vremena na vreme otuđuje od prijatelja, na primer kao što je izabrao dr. Keri Viver za mest glavnog specijalizanta umesto drugog kandidata, što je razbesnelo Suzan Luiz jer je drugi kandidat bio njen bliski prijatelj i zato što se oglušuje o Kerina naređenja, a ponekad i zanemaruje vodeći način. Markovo prijateljstvo sa dr. rosom postaje zategnuto pošto ga njegovi upravni zadaci često dovode u sukob sa Dagovim napadima divljaštva i toliko mu se gade Dagove lične nevolje da na kratko odbacuje i omalovažava Dagove sposobnosti kao lekara, a posle se miri sa drugom. Njegov ljubavni život kreće dramatično nizbrdo kad počne mnogo da mu se sviđa dr. Luis, ali ona odlazi iz bolnice zbog posla u Feniksu u Arizoni. On ponovo pati osećajno kada je napadnut u muškom kupatilu u Urgentnom centru u epizodi „Nasumični činovi”. Za napada se u početku verovelo da je čin odmazde za smrt bolesnika koji je „pogrešno lečen” od dr. Grina zbog rase. Kasnije se verovalo da je njegov napadač bolesni pojedinac koji nasumice napada lekare. Mark kupuje pištolj i iskorišćava ga da preplaši neke mladiće u vozu, ali ga baca u reku ubrzo. Teško mu je tokom većine 4. sezone, ali preboljeva napad u 5. sezoni kad je pomogao domaru Nigerijcu Mobaladžeu Nekabu da se seti svojih uspomena iz mučenja kad je pričao o napadu sa njim i tako mu pomogao da dobije politički azil i izbegne da ga vrate u rodnu zemlju.
Nakon smrti Dagovog oca dolazi do povratka Markovih roditelja. On i Dag putuju u Kaliforniju da reše stvari Dagovog oca (Dagov otac i nova maćeha su izginuli u saobraćajnoj nesreći) i svraćaju do Markovih roditelja koji žive u jednom delu Kalifornije. Njegov odnos sa ocem Dejvidom je i dalje zategnut, a njegova majka pati od niza bolesti koje su povezane sa godinama. Mark je takođe otkrio da njegova majka gleda na njegovo rođenje kao na grešku jer nije dobro poznavala njegovog oca za koga se udala na brzinu jer je ostala trudna. Marka nepoverenje prema mornarici dovodi u sukob sa Dejvidom jer su se posvađali oko toga da li Rut treba lečiti u vojnoj ili običnoj bolnici. Rut na kraju umire, a Mark odlazi na sahranu što dovodi do ivice kad se sukobio sa Keri Viver zbog uspešnog rada Roberta Romana za mesto načelnika.
Markov lični život i brak burni. On započinje nekoliko veza kao Dag i preljubu sa bolničarkom Ćuni Markez i još je zakazao tri sastanka u istom danu. Imao je kratku vezu se siromašnom šalterskom službenicom Sintijom Huper tokom 4. sezone. Huperova ga je ostavila kad je otkrila da je on u stvari ne voli. Mark na kraju upoznaje britansku hirurškinju Elizabet Kordej. Kordejeva je došla u Čikago u programu razmene pod vođstvom dr. Romana. Romanovo nabacivanje Kordejevoj ne uspeva kao ni veza sa Peterom Bentonom. Na kraju Mark i Elizabet počinju da se zabavljaju u 5. sezoni i na kraju uspostavljaju stabilnu i rećnu vezu. Tokom 6. sezone, Mark otkriva da njegov otac pati od uznapredovalog raka pluća. Nakon što je Dejvid ostao udovac i razvio kranji stadijum raka, shvatio je da ne može više da živi sam pa dolazi u Čikago i useljava se kod Marka. Nakon čudnog upoznavanja, prihvatio je Elizabet jako brzo. Nakon osećajnog povezivanja koje je zalečilo njihove teškoće kad je Mark bio mali, Dejvid umire.
Mark i Elizabet započinju ozbiljniju vezu i počinju da žive zajedno. Mark kasnije kupuje kuću pa se on i Elizabet venčavaju i dobijaju ćerku Elu. Njihova sreća je ugrožena kad je nasilni otac jednog oblesnika krenuo u ubisveni pohod nakon što mu je sina odvela služba za socijalni rad. U pokušaju da vrati sina, on je pobio i povredio brojne ljude i pokušao da krene na Elizabet i Elu. Kad ga je upucao nedužni prolaznik, on je primljen u Urgentni centar. Tokom lečenja, Mark odvodi liftom ka operacionoj sali. Bolesnik pada u srčani zastoj dok je bio sam u liftu sa Markom, a on namerno nije uradio elektrošokove zbog čega je bolesnik dobio ubrzan rad srca i umro. Mark je kasnije krivotvorio karton kako bi ispalo da je pokušao da spasi bolesnika. Elizabet je sumnjala šta je Mark uradio, ali je pustila to. Kasnije, Rejčel dolazi u Čikago nenajavljeno jer se posvađala sa majkom i useljava se kod Marka i jako odbojne Elizabet. Ona se iskradala iz kuće noću i drogirala što je zateglo njen odnos sa Elizabet.

## Smrt
Dok je ušivao bolesniku ranu, Mark gubi upravljanje svojim udovima i jedno vreme nije mogao da govori. Nakon CT skenera i biopsije, otkrivan mu je napadni oblik tumora na mozgu glioblastom za koji se misli da je neizlečiv. Od sramote, Grin na kratko pokušava da sakrije svoju bolest, ali je bolest otkrivena nakon napada dok se svađao sa Karterom. Zbog malo vremena, Mark traži drugo mišljenje od uglednog njujorškog hirurga dr. Burka. Marku je rečeno da je tumor blizu kritičnog odeljka mozga, ali da još nije dotle došao i da mogu da ga operišu 31. decembra 2000. godine. Marka je operisao dr. Burk i stvari izgledaju dobro, iako mu je trebalo malo vremena da dođe k' sebi. Oko godinu dana kasnije, Mark otkriva da mu se tumor vratio, a dr. Burk to potvrđuje i govori mu da ne može ponovo da ga operiše jer je tumor prerastao i zauzeo deo mozga zbog koga bi operacijom Mark ostao u komi bez ikakvih moždanih radnji. Zbog hemolečenja kojim će se Marku produžiti život još nekih 5-6 meseci, Burk ukazuje: „Trebalo je da umreš pre godinu dana, Mark. A ti si se oženio, dobio ćerku — ja bih rekao da si to vreme dobro proveo”.
U to vreme, Rajčel je pobegla od Džen iz Sent Luisa i došla je kod Marka i Elizabet. Iako je žestoko poricala, njeno reagovanje na korišćenje droge postaje očigledno kad se njena mlađa sestra Ela dokopala malo eksera iz njenog ranca i zamalo umrla kad ga je progutala u epizodi „Šteta je načinjena”. Kad se Rejčel pojavila, Mark se jedva suzdržavao od besa i drao se na nju jer ga stalno laže i zato što je dovela u opasnost Elu. Ipak, on vidi da se ona kaje i plaši za Elu iskreno, ali znajući da je Elizabet besna i na nju i na njega, on je zagrlio Rejčel kad je počela da plače. Kad je Mark odbio da izbaci Rejčel iz kuće, Elizabet mu govori da neće da se vrati kući dok je Rejčel tu i odlazi od kuće sa Elom u hotel. Kako nije hteo da kaže Elizabet za svoju bolest, Mark je boravio kod suzan tokom hemolečenja i zračenja. Elizabet je kasnije otkrila istinu i htela da se vrati kući, ali joj je Mark rekao da se ne pravi da mu je supruga samo zato što je bolestan. Ipak, ona se vraća i počinje da pomaže Marku kako njegova neizlečiva bolest napreduje.
On se na kraju ipak prepušta svojoj sudbini i odlučuje da prestane sa hemolečenjem zbog odluke da je bolje da provede tri poslednja meseca kako treba nego dvostruko više u lečenju. Tokom poslednjeg dana u Urgentnom centru, on se sreće sa istom ženom koja je viđena u prvoj epizodi serije. Ona je ponovo došla zbog zanoktice i požalila se da bole. Mark joj odgovara da ima neizlečiv tumor, zatim zove drugog lekara da je primi i govori bolesnici da se više ne vraća u Urgentni centar. Tada napušta Urgentni centar, prestaje sa hemolečenjem, govori Džonu Karteru da on „sad određuje” i odvodi Rajčel u poslednji minut na Havaje da ponovo izgradi odnos sa njom i oživi srećna vemena.
Nakon obilaska ostrva i nekih sukoba sa nabusitom Rejčel, Mark dobija jače napade zbog čega Rajčel poziva Elizabet i ona dolazi na Havaje sa Elom. Jedne noći, Rejčel je došla u očevu sobu dok je on spavao. Mark se probudio i nasmejao Rejčel i rekao joj nerazgoetno da ju je sanjao i kako je nekad volela balone. Rekao joj je da je pokušao da smisli miran savet koji bi svaki otac trebalo da da svojoj ćerki i govori joj da bude darežljiva i u ljubavi i u životu. Rajčel je odgovorila ocu da se seća uspavanke koju joj je Mark pevao kad je bila mala i stvila mu je slušalice i pustila pesmu „Over The Rainbow” Izraela Kamakavivoolea na šta se on nasmejao i nastavio da spava. Dok je pesma išla, on je viđen kako hoda kroz prazan Urgentni centar. Sledećeg jutra, Elizabet otkriva da je umro.
U epizodi „Pismo”, Karter otkriva da su dva pisma stigla faksom ranije i da je oba poslala Elizabet. On je pročitao prvo zaposlenima. U njemu je Mark oposao svoje uspomene iz Urgentnog centra Čikaške opšte bolnice gde je radio mnogo godina i od zaposlenih sa kojima je sarađivao tih godina. Oni počinju veselo da raspravljaju o njegovom pismu sve dok neko nije primetio da Karter drži i drugo pismo, vidno uznemiren. On ih obaveštava da je drugo pismo kratko od Elizabet kojim ih obaveštava da je Mark preminuo u 6 ujutru, „u zoru, u omiljeni deo dana”. Ona im je objasnila da je poslala prvo pismo da bi videli šta je on mislio o zaposlenima Urgentnog centra. Dok zaposleni tuguju zbog pisma, Frenk je pitao da li da stave drugo pismo na oglasnu tablu, a Karter mu odgovara da stavi oba. Pismo i vesti o njegovoj smrti donose osećajni preokret mnogim zaposlenima, a Keri Viver kritikuje Ebi što su postavljena pisma jer su tužna, ali se brzo predomišlja i govori da ostanu jer joj je žao Sendi Lopaz koja je takođe ostala bez prijatelja. Ovaj deo epizoe jako podseća na kraj filma „Gospodin Roberts” kad lik Džeka Lemona, redov Palver, čita dva pisma u vezi smrti nistoimenog lika. U epizodi je takođe Suzan Luis rekla da je umro u 38. godini što znači da je rođen 1963. godine. Na završetku epizode, dok zaposleni žure napolje kako bi dočekali hitne pomoći sa povređenima, vetar je dunuo kroz otvorena vrata i oduvao jednu stranicu Markovog pisma sa oglasne table.
Mark je braćen u Čikago gde je sahranjen. Mnogi njegovi prijatelji i kolege su došli na sahranu: Džon Karter, Piter Benton, Keri Viver, Ebi Lokhart, Luka Kovač, Suzan Luis, Džing-Mej Čen, Robert Romano, Džeri Markovic, Lidija Vrajt, Frenk Martin, Donald Anspo, Vilijam „Divlji Vil” Svift, Hejle Adams, Majkl Galant, Kleo Finč, Džen, Rejčel, Ela i Elizabet. Nakon sahrane, Rejčel je pitala Elizabet da li može da posećuje Elu, a Elizabet joj odgovara „Naravno, sestra ti je”. Rejčel tada iznenada traži vozaču da stane. Ona tada prilazi gomili balona vezanoj za jednu ogradu, odvezuje ljubičasti, pušta ga i gleda kako leti u nebo. Rejčel se vratila da živi sa majkom u Sent Luisu, ali se kasnije vratila u Čikago kad je došlo vreme da krene na fakultet, a i pitala je Elizabet udubljenu u misli da joj pomogne da izabere odgovarajuće anti-bebi pilule. U poslednjoj epizodi serije „Urgentni centar” 2009. godine, ona se vraća u Čikago na razgovor u opštoj za mestu studentkinje medicine, pokazujući da je postala odgovorna mlada žena i da je krenula Markovim stopama.

## Epilog
Dr Mark Grin je otpisan iz serije jer je glumac Entoni Edvards hteo da se posveti i drugim radovima. Grin je prikazan na novogodišnjoj slici u 10. sezoni u epizodi „Slobodan pad” na kojoj su takođe Ebi, dr. Luis, Karter i Kovač. Takođe je prikazan i tokom niza slika na ispratnici za dr. Kartera na kraju 11. sezone u epizodi „Predstava mora da se nastavi”. Grin se takođe čuo kad je rekao Karteru da on treba „da određuje” u Urgentnom centru (što je prvobitno dr. Morgenstern rekao njemu u prvoj epizodi). U 12. sezoni u epizodi „Telo i duša”, pomenut je u bljesku iz prošlosti iz 2002. godine kad je dr. Prat govorio svom bolesniku dr. Nejtu Lenoksu da je malo zaposlenih na poslu jer je većina na sahrani dr. Grina. U 14. sezoni u epizodi „Nestanak struje”, bolničarka Ćuni Markez kaže da ne može da veruje da Urgentni centar vode Prat i Moris i kaže da se seća kako su Mark Grin i Dag Ros vodili centar. Bolničarka Sem Tagart je tada picala „Ko?”, pošto je ona počela da radi u Urgentnom centru kad njih dvojica odavno već nisu radili tu.

## Povratak u seriju
Godine 2008, producenti serije su najavili da će Edvards da se vrati svojoj ulozi u poslednjoj sezoni tako što će dr. Grin da se pojavi u bljeskovima iz prošlosti u epizodi „Leči se” kako bi se dao uvid u prošlost dr. Ketrin Benfild.
Dana 13. novembra 2008. godine, više od 6 godina otkako je napustio seriju, Entoni Edvards se vratio kao dr. Mark Grin. Bljeskovi iz prošlosti u epizodi su bili iz 2002. godine nekoliko meseci pre Grinve smrti i otkrili su kako se upoznao sa Ketrin Benfild 6 godine pre nego što je ona počela da radi u istom Urgentnom centru. On je lečio sina Benfildove Derila koji je oslabio zbog bolesti za koju se ispostavilo da je leukemija. Priča se dešavala u delu 8. sezone kad su se Mark i Elizabet pomirili kad je ona otkrila da mu se tumor vratio. Mark uzima tajanstveni slučaj kako bi spasio petogodišnjaka. Zatim se sukobio sa Keri Viver i Romertom Romanom jer je dao prednost slučaju, a ne svom hemolečenju što je imalo uticaja na njega sutradan. Deril umire u Urgentnom centru, ali Markovi junački postupci su naveli Ketrin u sadašnjosti da spase devojčicu od davljenja, a možda su je i podstrekli da počne da radi u Opštoj. Tokom njihovog susreta, Kejt je vršli pritisak na Marka jer joj je rekao da prestane da bude lekarka i da počne da bude majka. Kejt je dala isti savet devojčicinoj majci.
U 15. sezoni u epizodi „Knjiga o Ebi”, dugogodišnja bolničarka Hejle Adams pokazuje odlazećoj Ebi Lokhart ormarića gde su svi bivši lekazi i zaposleni ostavili značke sa svojim imenima. Među njima se i značka sa prezimenom „Grin” vidi.